# World on Fire (serie de televisión)
World on Fire (El mundo en llamas en España) es una serie dramática bélica escrita por Peter Bowker. Se trata de una gran producción de la BBC sobre la Segunda Guerra Mundial en la que se narran historias personales anónimas que ocurren durante uno de los mayores conflictos del siglo XX.

## Sinopsis
La serie sigue la vida diaria de gente común de Gran Bretaña, Polonia, Francia, Alemania y Estados Unidos durante la Segunda Guerra Mundial.

## Personajes
- Douglas Bennett (Sean Bean), conductor de autobús, pacifista, veterano de la Batalla del Somme y padre de Lois y Tom.
  - Lois Bennett (Julia Brown),  una trabajadora de 21 años y cantante talentosa.
  - Tom Bennett, (Ewan Mitchell), el hermano mayor de Lois, un delincuente menor que luego se une a la Royal Navy.
- Yrsa Daley-Ward como Connie Knight, una amiga cercana, colega y compañera musical de Lois.[3]
- Arthur Darvill como Wing Commander Vernon Hunter, un piloto de combate de la RAF.
- Blake Harrison como sargento Stan Raddings, sargento del pelotón de Harry.
- Jonah Hauer-King como Harry Chase, un intérprete en la embajada británica en Varsovia que luego es comisionado en el ejército 
británico, y se une a la SOE.
  - Robina Chase (Lesley Manville), la madre rica de Harry.
- Helen Hunt como Nancy Campbell, una periodista estadounidense que lucha por difundir la verdad desde Berlín.
- Patrick Kennedy como Campbell.
- Parker Sawyers como Albert Fallou, un saxofonista de jazz parisino y amante de Webster.
- Brian J. Smith como Webster O'Connor, un médico estadounidense homosexual con sede en París y sobrino de Nancy.
- Charlie Creed-Miles como David Walker, el superior de Harry en la embajada de Varsovia.
- Stefan Tomaszeski (Tomasz Kot), veterano de la Primera Guerra Mundial y padre de Kasia, Jan y Grzegorz que se une al ejército polaco.
  - Maria Tomaszeski (Agata Kulesza), la esposa de Stefan y madre de Kasia, Grzegorz y Jan.
  - Grzegorz Tomaszeski (Mateusz Więcławek),  el enfermo hermano menor de Kasia que se une al ejército polaco con su padre.
  - Kasia Tomaszeski (Zofia Wichłacz), una camarera de Varsovia, con cuya familia se aloja Harry, que luego se une a la resistencia polaca
- Victoria Mayer como Claudia Rossler, una madre alemana que vive en Berlín, luchando por contener el secreto de la epilepsia de su hija.[4]
- Max Riemelt como Schmidt, el censor y cuidador nazi de Nancy en Berlín.
- Johannes Zeiler como Uwe Rossler, el esposo de Claudia que dirige una empresa textil.[5]
- Sir James Danemere (Mark Bonnar) (temporada 2), un funcionario que se aloja en la casa Chase.
- Rajib Pal (Ahad Raza Mir) (temporada 2), capitán de una unidad de zapadores del ejército británico indio destinado en el norte de África.
- como Marga Kühne (Miriam Schiweck) (temporada 2), una colegiala alemana de 16 años y miembro de la Liga de Chicas Alemanas.
- David (Gregg Sulkin) (temporada 2), un piloto de caza judío de la RAF destinado en Mánchester.

## Episodios
| Temporadas | Temporadas | Episodios | Emisión original         | Emisión original        |
| Temporadas | Temporadas | Episodios | Comienzo                 | Final                   |
| ---------- | ---------- | --------- | ------------------------ | ----------------------- |
|            | 1          | 7         | 29 de septiembre de 2019 | 10 de noviembre de 2019 |
|            | 2          | 6         | 16 de julio de 2023      | 20 de agosto de 2023    |